# Галден
Га́лден (норв. Halden, колишня назва Фредріксгалл (норв. Fredrikshald) — місто в Норвегії, адміністративний центр комуни Галден у фюльке Естфоллі. Розташоване неподалік від норвезько-шведського кордону. Займає площу 642 км², на якій проживають 28 000 осіб. Галден — єдине місто, згадане в державному гімні Норвегії.

## Географія
Місто лежить неподалік від норвезько-шведського кордону.

## Історія
У минулому Галден виконував важливу оборонну функцію. Замок Фредрікстен, що височіє над містом, ні разу не здобули. При його черговому штурмі в бою був убитий шведський король Карл XII.

## Туризм
Місто дуже популярне серед туристів, особливо в літній період, коли проходять різноманітні фестивалі й концерти.

## Відомі особистості
- Софі Йоганнесдоттер — шведсько-норвезька серійна вбивця, остання жінка, страчена в Норвегії.

## Галерея

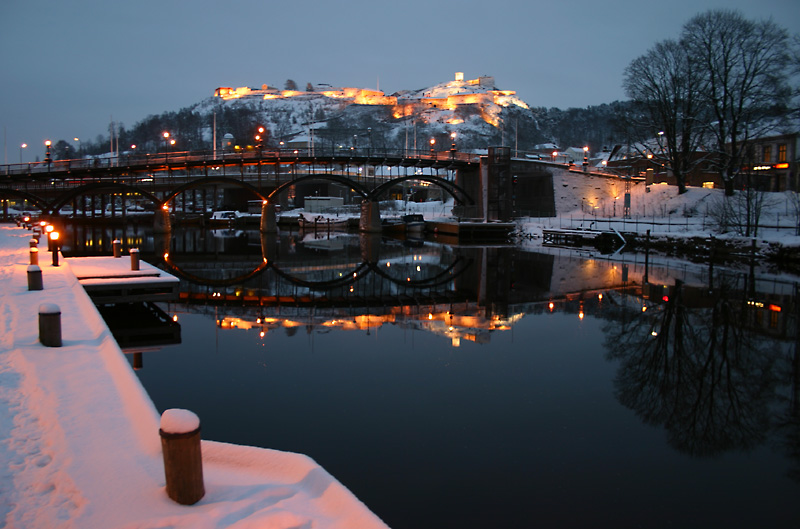
Замок Фредрікстен і міст через річку Тіста
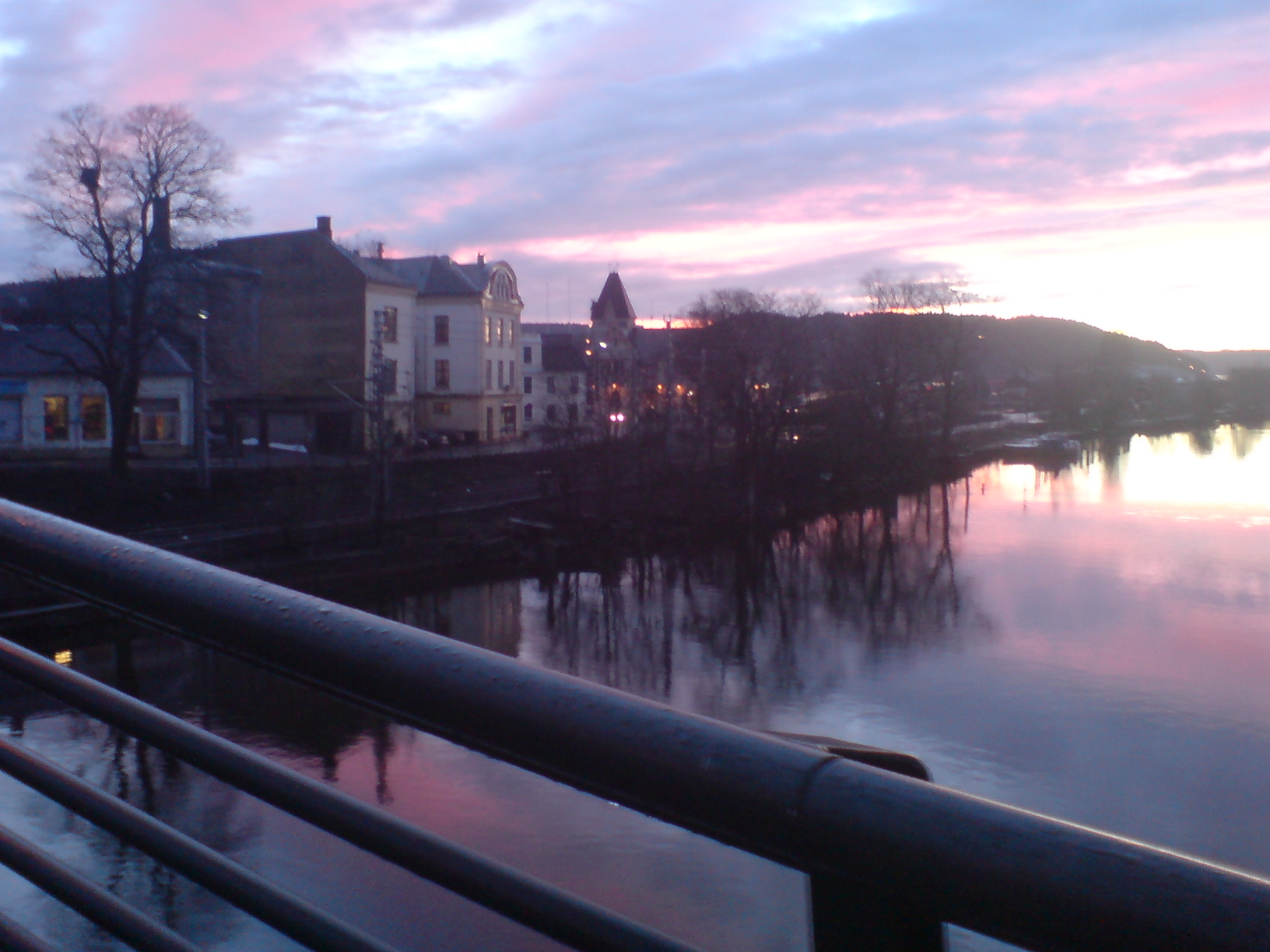
Річка Тіста в Галдені
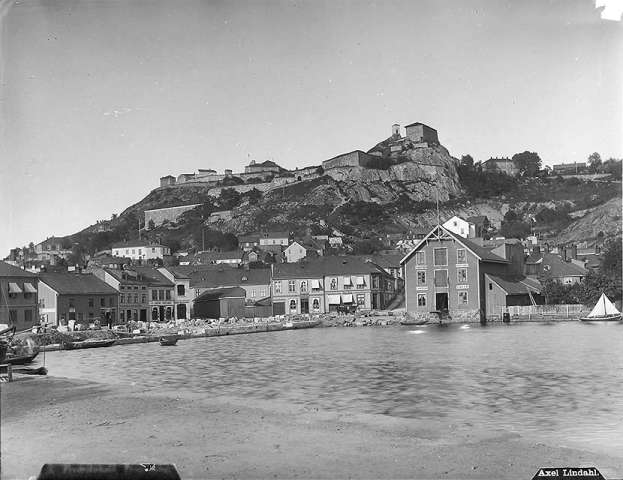
Замок Фредрікстен, фотографія 1890-х років
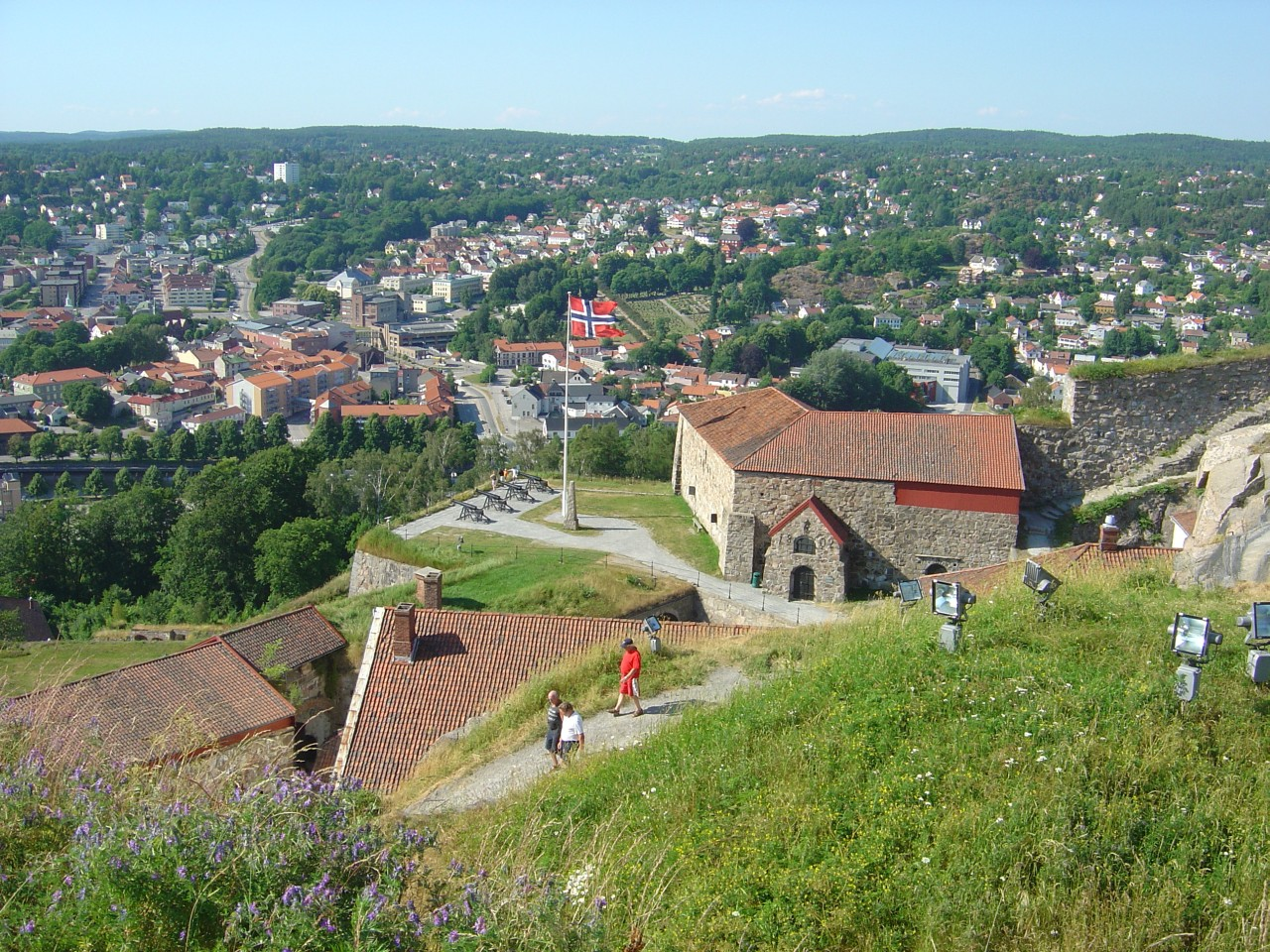
Фортеця в Галдені та вигляд на місто із замкової гори.